# Koněpruská vápenice
Koněpruská vápenice je vápenná pec z 19. století. Tato technická památka je jedinečnou historickou ukázkou přechodu od „selského“ (předindustriálního) zpracování „vápenného kamene“ k počátečním průmyslovým postupům výroby nehašeného vápna z vápence. Vápenice se nachází v těsné blízkosti obce Koněprusy v okrese Beroun ve Středočeském kraji.

## Dostupnost
Zrestaurovaná památka (veřejnosti slavnostně předána 14. května 2022) je k nalezení na severním svahu Národní přírodní památky Zlatý kůň na žlutě značené turistické cestě v úseku Axamitova brána – Koněpruské jeskyně v místech severně od hranice, kde se stýká Velkolom Čertovy schody s Národní přírodní památkou Zlatý kůň.

## Popis
Koněpruská vápenice je zhotovena z vápencových kamenů vytěžených v okolí Koněprus, má obdélníkový půdorys (o rozměrech 9 x 5 metrů) a výška její přední stěny je 4 metry.
 V čelní stěně (orientované na sever) se nachází dvojice zaklenutých vstupů. Ty vedou do mírně trychtýřovitých kruhových pracovních šachet s cihlovými topeništi. Šachty (levá i pravá) mají průměr asi 3,8 metrů a jsou vzájemně propojeny. Z důvodu lepší tepelné izolace stěn je stavba vápenice svoji jižní stěnou částečně zapuštěna do svahu. Zapuštění současně umožňovalo i snadnější plnění takto zkonstruované pece (vápenec se totiž ukládal do obou pecí shora).

## Historie
Kdy byla vápenice u Koněprus postavena není sice známo, ale bylo to nejspíše na počátku 19. století. Kdy začala vápenice poprvé fungovat se nepodařilo dohledat, ale první písemná zmínka o této peci na pálení vápna pochází z roku 1840 z operátu stabilního katastru. Provoz této vápenné pece byl nejspíš spojen s těžbou materiálu v nedalekém malém nepojmenovaném vápencovém lomu, který se nachází na severním svahu Zlatého koně asi 200 metrů od pece.
Pec sloužila svému účelu blíže neurčenou dobu, ale její používání skončilo nejspíše před rokem 1870. Nejzazší konec provozu vápenice se odhaduje na počátek 20. století, kdy došlo k rozebrání jejích cihlových částí. Od roku 1945 (cca od konce druhé světové války) sloužilo torzo vápenky místním obyvatelům jako nelegální skládka odpadu. Vnitřní prostory obou pecí byly postupně zasypávány a stejný osud postihl částečně i kamenné stěny vápenky z venkovní strany. Bujná vegetace během let zcela pohltila nejen vápenici, ale i její okolí. Do roku 2020 se tak z původního objektu vápenice dochovalo pouze torzo vnějšího kamenného pláště.

## Provoz vápenice

### Obsluha a materiál
Práce při obsluze vápenice byla fyzicky náročná („skalník") a nezdravá („pecák“). Vlastní provoz zajišťovali jen dva „vápeníci“ – osoby v dělnických profesích. „Vápenný kámen“ dodával z lomu „skalník" a obsluhu vlastní pece („pálení vápenného kamene“) zajišťoval „pecák". V první polovině 19. století byla roční produkční kapacita této vápenice 18,5 m³ kusového vápna. K jeho výrobě bylo zapotřebí přibližně 12,5 tun uhlí, které se dodávalo z Lísku u Berouna a Malých Přilep. Hotový produkt se ukládal buď přímo na vůz „vápeníka“, aby jej mohl bezprostředně poté rozvážet k jednotlivým svým zákazníkům, nebo se hotové vápno uskladňovalo v přístřešku (součást zázemí obou pecí), aby nedošlo vlivem dešťové vody k samovolnému „vyhašení“ čerstvě vyrobeného vápna před jeho další distribucí a prodejem.

### Znaky unikátnosti
Původně se ve vápenicích topilo pouze dřevem, později se začalo používat (coby novější technologie) jako palivo uhlí.
- Unikátnost koněpruské vápenice je v tom, že se jedná nejspíše o poslední dochovanou předindustriální vápennou pec tohoto typu v Českém krasu resp. v ještě rozsáhlejším regionu (ve středních Čechách).[3][5]
- Současně tato vápenice vykazuje známky přechodu od klasických jednoduchých tzv. „selských vápenic" k raně průmyslovým typům vápenných pecí. Vápenice totiž obsahovala dvě pece, každá z nich pracovala (dle dochovaného typu topeniště) v poněkud jiném režimu. Jedna pec používala jednorázovou vsázku (plnění studené pece vápencem a dřevem, zážeh pece, pálení „vápenného kamene“, chladnutí pece, odběr cílového produktu z vychladlé pece), pálilo se jen za pomocí dřeva a výsledkem bylo poměrně čisté nehašené vápno, zatímco druhá pec mohla pracovat v téměř kontinuálním režimu (vápenec a uhlí bylo možno průběžně doplňovat shora, cílový produkt odebírat zdola), používala jako palivo uhlí střídající se s vápencem rovnoměrně v prokládaných vrstvách a výsledkem bylo kusové nehašené vápno poněkud horší kvality (obsahovalo zbytky po vyhořelém palivu).[5]

### Jak to fungovalo
Každá z pecí fungovala na poněkud jiném principu, ale některé věci byly společné. Vsázka (plnění materiálu) do šachet se ukládala z plošiny nad vápenicí.  Pece se zapalovaly vstupními otvory ze spodní strany. Tyto otvory zároveň sloužily k vybírání hotového produktu (kusového nehašeného) vápna. Teplota v pracovním prostoru každé z pecí mohla dosáhnout až 1 300 °C, aby došlo k žádoucím technologickým procesům.

#### Jednorázový výpal s užitím dřeva jako paliva

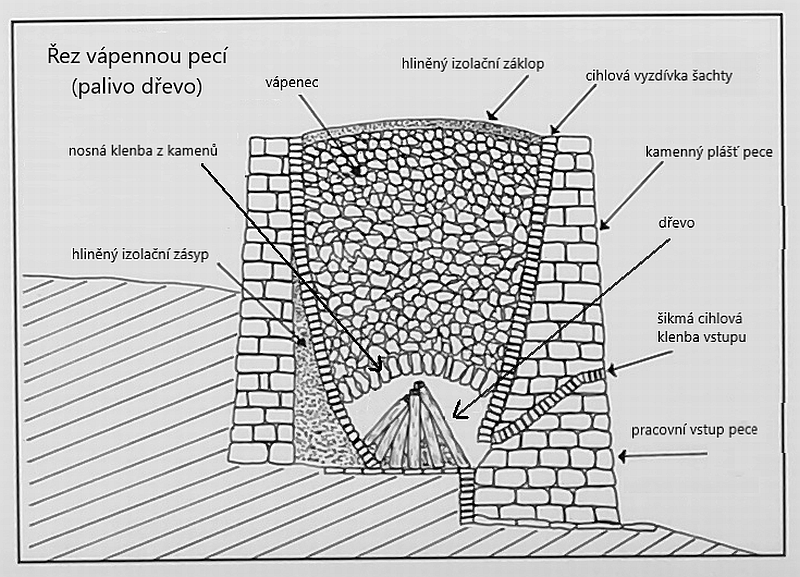
Řez pecí kde se jako palivo používalo dřevo

Tento starší a tradiční postup se prováděl při jednorázovém výpalu v pravé šachtě koněpruské vápenice s využitím dřeva coby paliva. Prostor nad topeništěm byl opatřen jakousi dočasnou „nosnou klenbou“ z hrubých velkých kusů vápence s ostrými hranami.  Následně byl prostor nad touto „klenbou“ vyplněn ostatními menšími kusy „vápenných kamenů“ tak, že se jejich velikost se vzrůstající vzdáleností od „klenby“ postupně zmenšovala. Poslední (nejvyšší) vrstva vápencových „kaménků“ se nakonec překryla tepelnou izolační vrstvou. Ta byla tvořena buď hlínou nebo struskou a její homogenita byla narušena průduchy, které sloužily k odvodu kouře z pece. Po zapálení dřeva v topeništi pece zkušená obsluhující osoba („pecák“) podle intenzity a zbarvení kouře korigovala průběžně celý proces topení střídavým přikládáním měkkého či tvrdého dřeva vstupním otvorem do topeniště a to po celou dobu výpalu. Podle velikosti vsázky a jejího objemu trvala délka výpalu v peci asi 4 až 5 dnů. Po skončení výpalu chladla pec několik dalších dní. Teprve po jejím zchladnutí bylo možné vypálené vápno začít vybírat. Výsledný produkt byl čistší a na trhu byl také úměrně tomu i dražší.

#### Případný kontinuální výpal s užitím uhlí

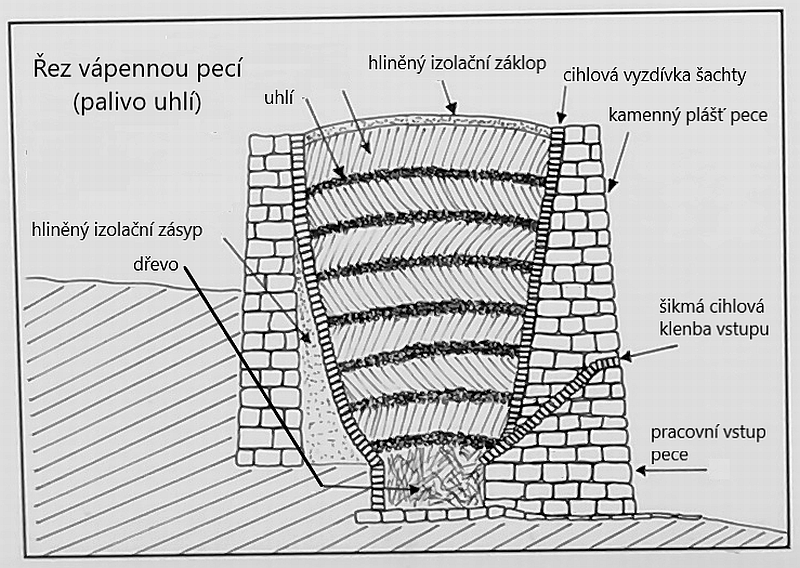
Řez pecí kde se jako palivo používalo uhlí

Tento modernější postup vypalování (za použití uhlí jako paliva) se používal v levé šachtě koněpruské vápenice. Pec se plnila „shora“ v celé své výšce vrstvami vytěžených vápencových kamenů pravidelně prokládaných palivem. Na dně pece v topeništi bylo připraveno dřevo, které sloužilo k zažehnutí procesu hoření v peci. Pokud se jednalo o jednorázový („přetržený") výpal, byla nejvrchnější (poslední) vrstva vsádky překryta izolační vrstvou jílu nebo strusky (s průduchy) pro zamezení úniku tepla a zpomalení hoření. V opačném případě „nekonečného" výpalu se tato vrstva nepoužívala. Po zapálení pece topivo postupně odhořívalo odspodu za přispění vzduchu z různých průduchů umístěných po stranách pece. Cílem výpalu bylo úplné a rovnoměrné prohoření všech vrstev (kamenů a topiva). Při kontinuálním (prakticky „nekonečném“) výpalu se vypálené kusové vápno spodem z pece „za chodu“ vyhrabovalo a jak vsázka vlastní vahou sesedala, uvolňoval se prostor na vrchu pece, kam bylo možno shora doplňovat stále další a další proložené vrstvy uhlí a vápence. Podle rozměrů levé šachty koněpruské vápenice lze usuzovat na to, že zde probíhaly spíše jednorázové výpaly. Výhodou pálení vápence s uhlím oproti pálení čistě za použití dřeva byla snadnější obsluha pece, kdy nebylo nutno stále po celou dobu výpalu přikládat dřevo, nevýhodou byla ale nižší kvalita výsledného produktu a tudíž i tomu odpovídající nižší cena nehašeného vápna na trhu.

## Záchrana
Místo, kde se nachází koněpruská vápenice bylo od druhé světové války až do roku 2020 tvořeno černou (nelegální) skládkou odpadu a hlínou zarostlou nálety. Důkladné zanesení celé lokality vrstvou zeminy a odpadu paradoxně zachránilo obě cihlová topeniště a celou vápenici před rozvalem a pobořením.

### Financování
Prvotní revitalizaci technické památky zajistilo (v době od února 2020 do prosince 2020) Komunitní centrum Koněprusy a Bítov, z.s. za vydatné pomoci dalších domácích i přespolních nadšenců a patriotů (vlastníkem areálu je obec Koněprusy). Projekt záchrany vápenice a zpřístupnění objektu široké veřejnosti financoval Velkolom Čertovy schody akciová společnost (100 tisíc Kč); Vápenka Čertovy schody akciová společnost; další obnos (50 tisíc Kč) poskytla Nadace Via (rámci programu Živá komunita) a obec Koněprusy.

### Pozemek a vyčištění
S vyřešením vlastnických práv k pozemku pomohla obec Koněprusy. Pozemek původně vlastněný Velkolomem Čertovy schody směnila obec Koněprusy na jaře 2020 za jiný s obdobnou rozlohou. Na prvotní čištění místa od náletových dřevin dala souhlas správa CHKO Český kras a její odborníci dohlíželi na likvidaci porostů; objem odvezeného (za léta zde nahromaděného) odpadu (za pomoci těžké techniky) činil 30 tun. Dočištění šachet i těsného okolí objektu probíhalo ručně. Pod nejspodnější vrstvou sutě byla objevena (uvnitř šachet) dvojice cihlových topenišť s jejichž opatrným vyčištěním a citlivým odhalením pomohli ručně jeskyňáři (speleologové) působící v lokalitě Zlatý kůň.

### Zastřešení a patky
Celá vápenice je zastřešena jednoduchou pergolou, která objekt pohledově minimálně zakrývá a současně chrání zdivo (ale hlavně historické cihly v topeništích) před nepříznivými povětrnostními vlivy (hlavně dešťovou vodou). „Revitalizátoři“ čelili navíc problémům s dodávkou dřeva, jehož nedostatek na trhu oddálil termín dokončení zastřešení o několik týdnů. Jako střešní krytina pergoly je použit hnědý bitumenový šindel (nepůsobí rušivě). Samostatným technickým problémem bylo zhotovení betonových kotevních prvků, protože místo, kde se vápenice nachází, je obtížně dostupné pro betonářský mix (a pumpu).

### Odpočívadlo a informační tabule
V těsné blízkosti koněpruské vápenice vzniklo (současně s první fází záchrany vápenky) turistické odpočinkové místo s vyhlídkou na Koněprusy a s dvěma informačními panely (součást mini-expozice) o selské těžbě vápence (a selském zpracování vápence) v okolí Koněprus. Koněpruská vápenice je shora (z prostoru přístupové cesty) zajištěna zábradlím tak, aby turisté mohli k vápenici přistoupit co nejblíže a nahlédnou bezpečně shora do jejího nitra.
Obnovená koněpruská vápenice slouží nejen jako turistická atrakce, ale její okolí se stalo i v jistém slova smyslu „detašovaným kulturním centrem obce“, neboť je tato lokalita obyvateli Koněprus využívána i pro pořádání různých komunitních akcí.

### Dokončení záchrany
Druhá část záchranného projektu si kladla za cíl provést odborné dočištění, opravu a zakonzervování dochovaného zdiva. Současně došlo ke statickému zajištění objektu. To byla práce pro specializovanou firmu se zaměřením na rekonstrukce historických objektů (např. starých hradů).

Pohled „shora“ (z místa plnění) do nitra koněpruské vápenice
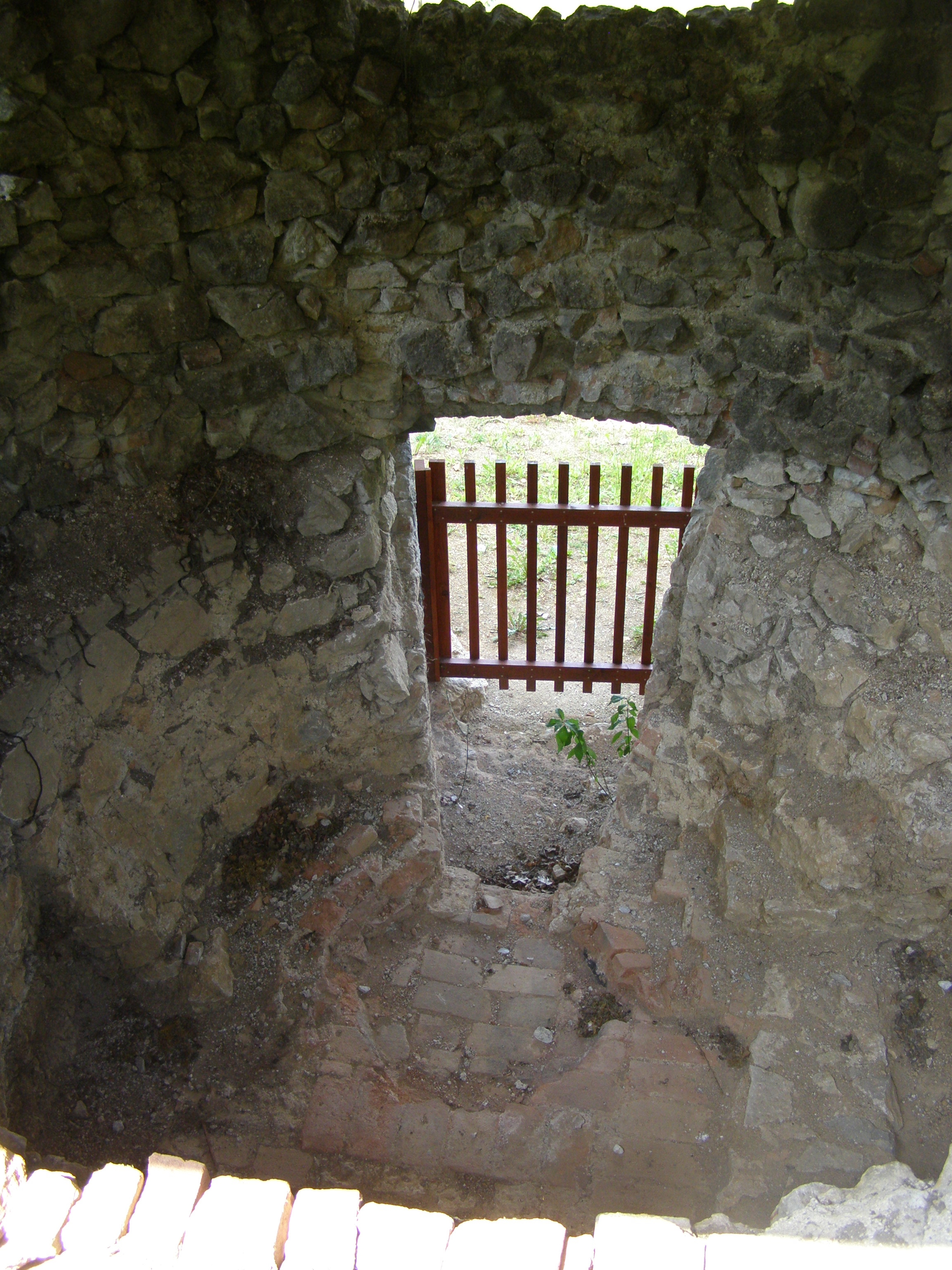
Detail pece na pravé straně (při pohledu z louky před vápenicí)
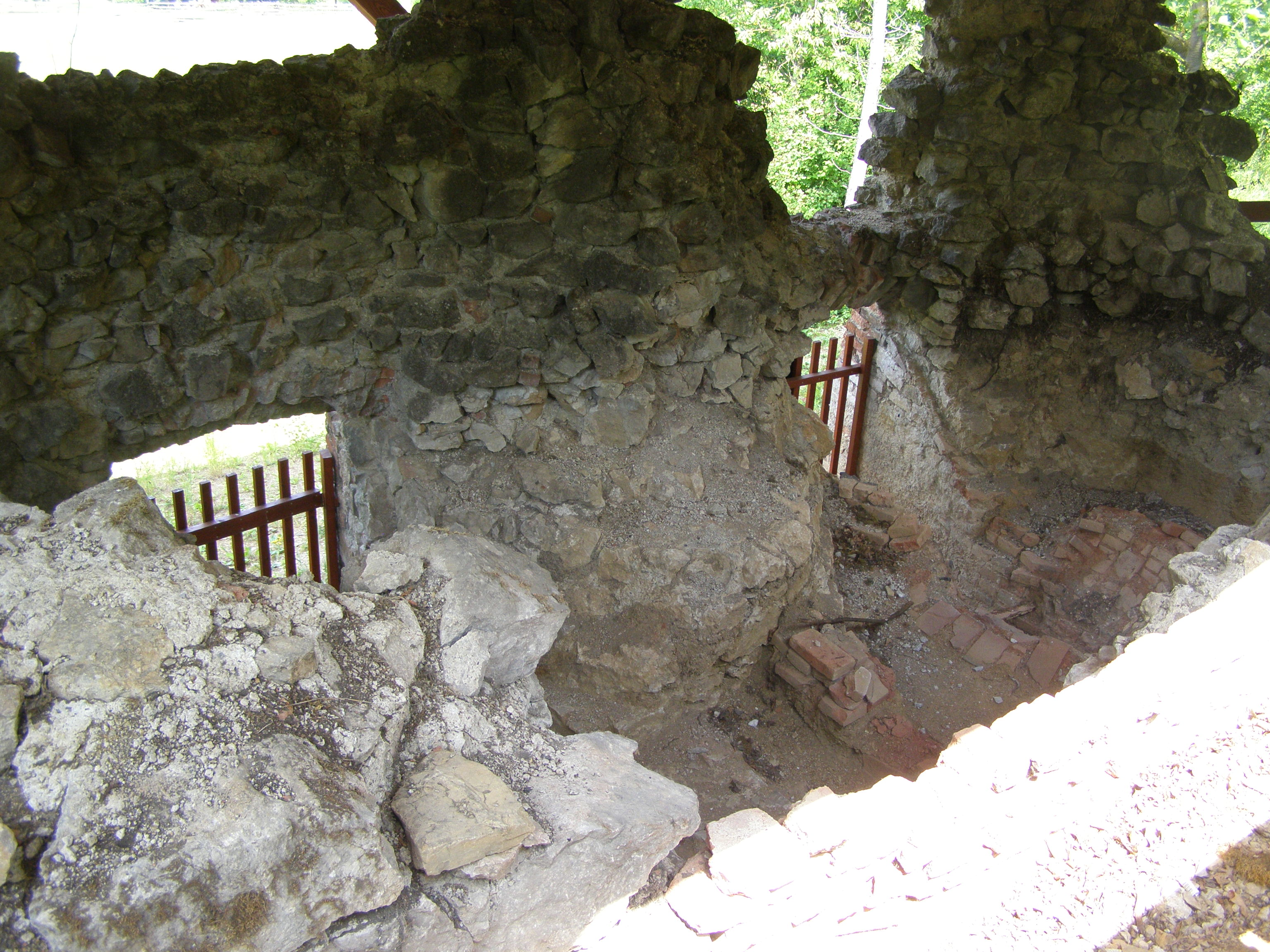
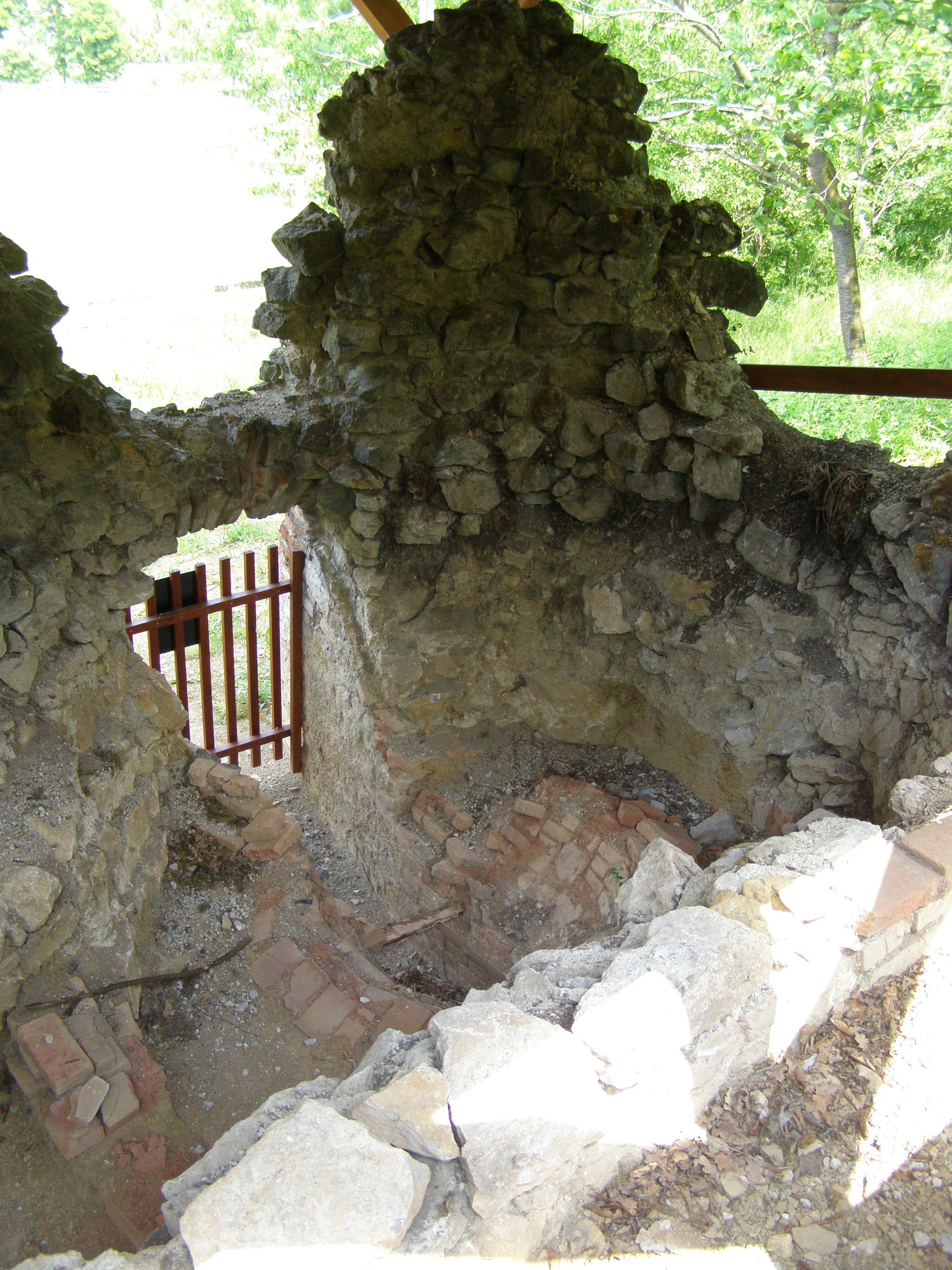
Detail pece na levé straně (při pohledu z louky před vápenicí)